# Nijptang

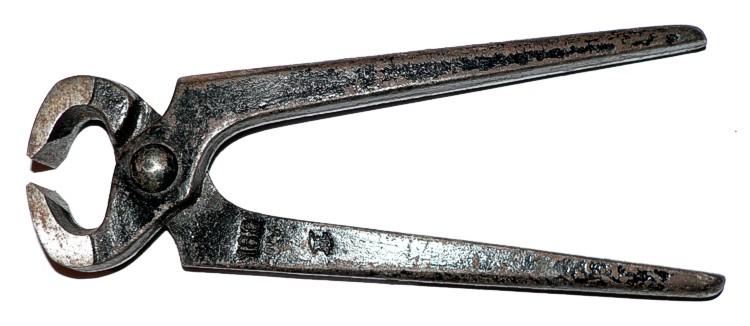
Nijptang

Een nijptang, knijptang of (in Vlaanderen) trektang, is een metalen stuk gereedschap om, onder andere, spijkers uit hout te trekken. De tang kan ook gebruikt worden om dunne draad, spijkers en dergelijke door te knippen.
De afmeting varieert van ongeveer 150 tot 250 mm lengte. De bek van de tang bestaat uit twee helften en heeft een ronde vorm met enigszins scherp geslepen randen. De bek hoort goed strak op elkaar te sluiten, het scharnier mag daarom geen speling vertonen. Deze bek wordt bediend met de beide benen. 
Om een spijker of draadnagel uit te trekken plaatst men de bek zo dicht mogelijk bij het houtoppervlak, knijpt de bek dicht met behulp van de benen en gebruikt de tang als hefboom. Om beschadiging te voorkomen kan het hout worden beschermd door onder de bek een stukje board of triplex te leggen.
Nijptangen met scherpgeslepen bekken worden gebruikt voor het wegknippen van een zwilwrat, uitgroeisels op de benen van paarden met een op wratten lijkende structuur.
Een andere toepassing is het wegknippen van de rand van een paardenhoef.